# Hammering
Эта статья касается компьютеров. Для буквального значения слова hammering, см. Hammer.
Hammering (англ., буквально - долбежка) — это процесс многократно повторяющихся попыток соединения с FTP/HTTP сервером, отказывающим по каким-либо причинам в соединении, с небольшим или полностью отсутствующим временным интервалом между попытками соединения.
Это можно сравнить с повторными нажатиями кнопки Redial на телефоне, когда вызываемый номер занят, до тех пор пока вызываемый номер не станет доступен.
Подобные попытки соединения создают более или менее существенную нагрузку для FTP сервера (в зависимости от особенностей его реализации) и большинством FTP серверов так или иначе подавляются. Наиболее распространённым методом подавления такого вида нежелательной активности клиентов у FTP серверов является автоматическая постановка клиента в бан, перманентный или временный. Как правило, FTP серверы с защитой от hammering имеют минимально допустимый интервал между попытками соединения в сочетании с максимальным количеством попыток соединения с интервалом ниже установленного. К примеру, распространённым вариантом таких параметров являются 10 секунд и 5 попыток. То есть, в приведённом случае, если пользователь (или используемый им приложение (FTP клиент) автоматически) попытается установить соединение с FTP сервером с указанным вариантом настроек более 5 раз и интервал между попытками составит менее 10 секунд, это будет воспринято FTP сервером как hammering.
Наиболее частой причиной возникновения hammering являются не злонамеренные действия пользователей, а некорректная конфигурация используемого пользователем приложения FTP клиента в общем или по отношению к конкретному FTP серверу в частности. Например, некоторые FTP серверы имеют ограничение по количеству одновременных сессий для определённого пользователя сервера или пользователя с определённым IP-адресом. Таким образом, попытки установить соединения сверх допускаемого FTP сервером количества повторяемые со сверх допускаемой FTP сервером частотой будут расценены им как hammering.
Для того, чтобы избежать подобной оценки со стороны FTP сервера рекомендуется произвести настройку используемого приложения FTP клиента на повтор попытки соединения не чаще чем раз в 20 секунд (для большинства FTP серверов это значение будет приемлемым). Некоторые реализации FTP клиентов (например, встроенные в веб-браузеры) могут не иметь возможности изменения этого параметра и, как следствие, зачастую могут быть негативно восприняты FTP серверами с защитой от hammering.